# Красний Уголок (Липецька область)
Красний Уголок (рос. Красный Уголок) — присілок у Воловському районі Липецької області Російської Федерації.
Населення становить 67 осіб. Належить до муніципального утворення Липовська сільрада.

## Історія
У 1963-1965 роках у складі Тербунського району. Від 11 січня 1965 року — відновленого Воловського району.
Згідно із законом від 2 липня 2004 року № 114-оз органом місцевого самоврядування є Липовська сільрада.

## Населення
| 1926 | 2010 | 2012 |
| ---- | ---- | ---- |
| 227  | ↘62  | ↗67  |